# Negri River
Negri River är ett vattendrag i Australien. Det rinner upp i territoriet Northern Territory och mynnar ut i Ord River i delstaten Western Australia.
Omgivningarna runt Negri River är i huvudsak ett öppet busklandskap. Trakten runt Negri River är nära nog obefolkad, med mindre än två invånare per kvadratkilometer. Genomsnittlig årsnederbörd är 799 millimeter. Den regnigaste månaden är februari, med i genomsnitt 194 mm nederbörd, och den torraste är augusti, med 1 mm nederbörd.